# Makiratrast
Makiratrast (Zoothera margaretae) är en fågel i familjen trastar inom ordningen tättingar.

## Utseende och läte
Makiratrasten är en knubbig och rostbrun trast. På bröstet syns ett intrikat fjälligt mönster som blir tätare men svagare mot strupen. På vingarna syns dubbla rader med vita fläckar. Vanligaste lätet är ett mycket ljust och tunt "tseeep" som lätt förbises.

## Utbredning och systematik
Fågeln förekommer i bergstrakter på Makira (Salomonöarna). Tidigare betraktades guadalcanaltrast (Z. turipavae) vara en underart till makiratrast och vissa gör det fortfarande.

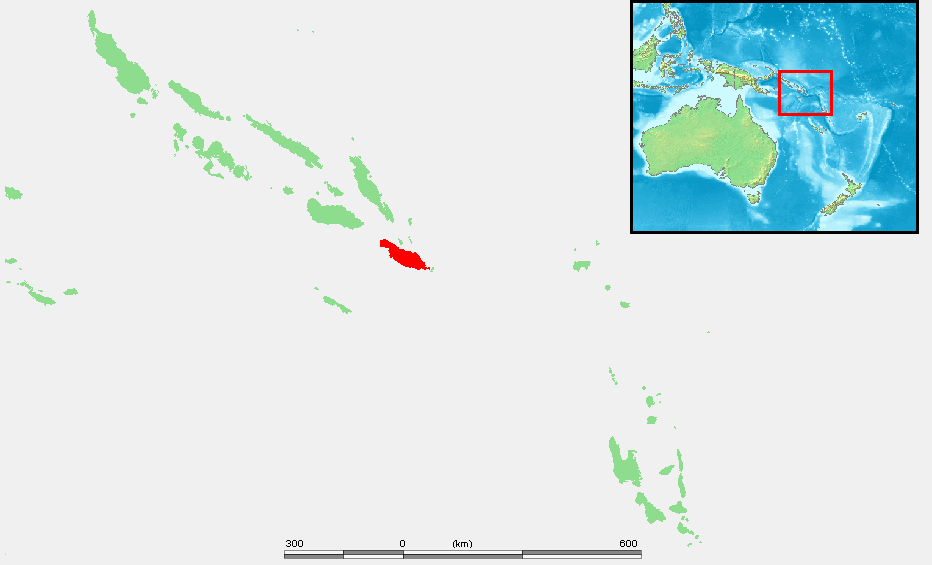
Ön Makira i Salomonöarna.

## Levnadssätt
Makiratrasten hittas i tät undervegetation i skogsområden, framför allt i raviner, på mellan 400 och 700 meters höjd.

## Status
Makiratrasten har ett begränsat utbredningsområde som tros minska i omfång och kvalitet på grund av skogsavverkningar. IUCN kategoriserar arten som nära hotad.

## Namn
Fågelns vetenskapliga artnamn hedrar Margarete Mayr (död 1989), gift med tysk-amerikanska ornitologen Ernst Mayr.